# Geschiedenis van Zevenburgen
De geschiedenis van Zevenburgen of Transsylvanië gaat tot meer dan 2000 jaar terug in de tijd. Gedurende zijn geschiedenis bevond Zevenburgen zich in het spanningsveld tussen Roemenen, Hongaren, Duitsers (zij het Habsburgers of Zevenburger Saksen) en het Ottomaanse Rijk. Vooral in de 20e eeuw speelden Rusland en de Sovjet-Unie ook een grote rol in Transsylvanië.

## Romeinse tijd en Volksverhuizingen

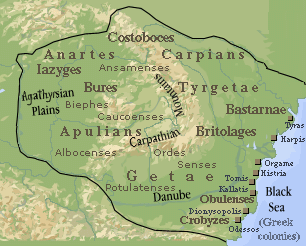
Dacië

Transsylvanië werd al rond het begin van de jaartelling bewoond door Daciërs, voornamelijk in de laagvlakten want de bergachtige streken telden nauwelijks bewoners. De hoofdstad van Dacië was Sarmizegetusa. Rond het jaar 100 werd het gebied van de Daciërs door de Romeinse generaal Trajanus bezet, waarna Dacië een provincie van het Romeinse Rijk werd.
De Romeinen romaniseerden de bevolking, met name door steden in te richten zoals Apulum (Alba Iulia) en Napoca (Cluj-Napoca) en te bevolken met Romeinse staatsburgers. Na het verval van de Romeinse staatsmacht vielen Germaanse nomadenstammen het land binnen: als eersten de Westgoten, sinds ca. 375, die rond het midden van de 5e eeuw werden opgejaagd door de Hunnen. Na het vertrek van de Hunnen in 454 vestigden zich de Germaanse Gepiden in dit gebied maar zij werden al snel, in 567, door de Siberische nomadenstam van de Avaren verdreven. Deze Avaren vestigden een betrekkelijk stabiel rijk in Pannonië (het hedendaagse Hongarije) en Transsylvanië, dat tot het einde van de 8e eeuw stand hield. Toen ging het in 796 ten onder door de komst van de Bulgaren, een gemengd Tataars-Slavische nomadenstam uit het Midden-Wolgagebied. Een eeuw later, in 895, kwamen vanuit de zuidelijke Oeral de Hongaren, de Bulgaren trokken zich terug bezuiden de Donau en sindsdien behoorden Hongarije en Transsylvanië gezamenlijk tot het Hongaarse Rijk, sinds 1001 was dit een christelijk koninkrijk. Ter bescherming van de oostgrens tegen nieuwe nomadeninvallen werd in het Transsylvaanse bergland ter plaatse van de bergovergangen de Hongaarse stam van de Szeklers gevestigd als grenswacht. Ondanks deze bevolkingwisselingen bleef een oorspronkelijk element van geromaniseerde Daciërs bestaan.

## Komst van de Hongaren

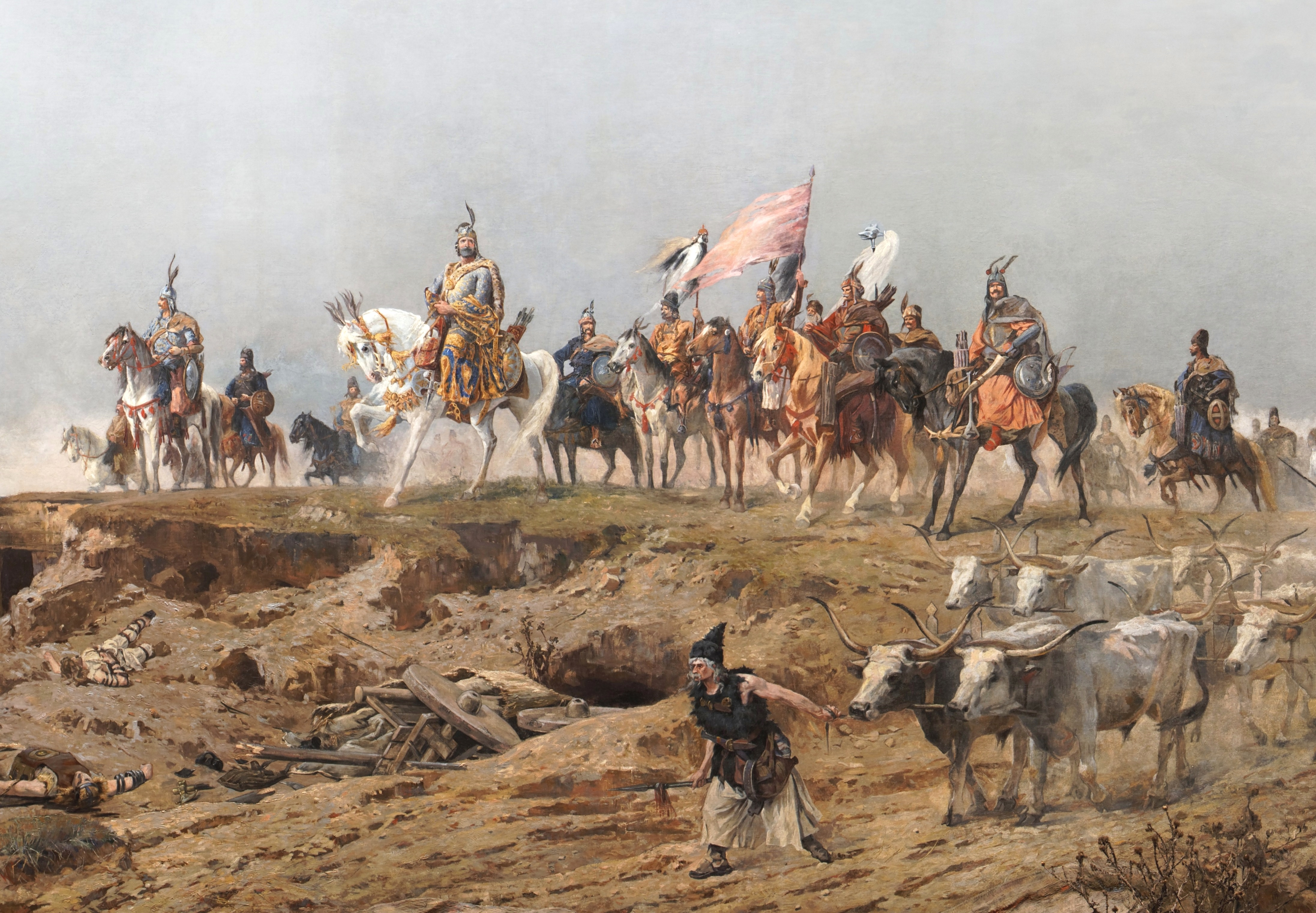
De zeven hoofdmannen van de Hongaren, detail van het cyclorama De aankomst van de Hongaren

Reeds voor de val van Dacië en de daaropvolgende romanisering in het begin van de 2e eeuw werd het gebied dat overeenkomt met het huidige Roemenië en Moldavië in hoofdzaak bevolkt door een gemengd Dacisch-Latijns volk. Tijdens de Grote Volksverhuizing vielen vele nomadische volkeren het gebied binnen, om het na enkele generaties ook weer te verlaten, waarbij elke stam ook voor een deel achterbleef. De huidige bevolking is gebaseerd op deze heterogene gelaagdheid. Een van de laatste in de reeks waren de Magyaren, die op hun weg van de Joegra (nu Midden-Rusland) naar het huidige Hongarije zich in de 8e en 9e eeuw eerst kort vestigden in wat door hen Etelköz genoemd wordt (nu West-Oekraïne). Vervolgens trokken ze naar het huidige Hongarije en Transsylvanië. Hun gebied werd strategisch beschermd door de Karpaten. De geromaniseerde Dacische bevolking organiseerde zich aan de andere zijde van de bergketen staatkundig in Walachije en Moldavië. Hongaarse en Roemeense historici zijn het heftig oneens over de vroege aanwezigheid van Daciërs in Transsylvanië. Volgens de eersten was die aanwezigheid marginaal en kwamen Roemenen pas later in de middeleeuwen in het land. Volgens de laatsten lag de bakermat van de Roemenen juist in Transsylvanië.
Na hun uittocht uit Rusland veroverden de Magyaarse stammen in 896 de Pannonische vlakte, het huidige Hongarije, Transsylvanië en de aangrenzende streken van Oostenrijk, Slowakije en Kroatië. Daar had zich sinds de 6e eeuw het Avaarse Rijk gevestigd onder een gelijknamige nomadenstam. Deze Avaren heersten over een zeer heterogene bevolking van Kelten en Germanen, die tot op zekere hoogte geromaniseerd waren. Zijzelf waren nomaden uit de huidige Oekraïne met ook weer een heterogene achtergrond van Hunnen, oer-Turken, oer-Boelgaren, en Slaven. De Magyaren kregen de kans dit Rijk over te nemen toen het verzwakt werd door de Frankische verovering tot aan de Donau in 876. In 895 trokken Magyaarse nomadenstammen, zoals alle vorige nomaden oorspronkelijk ook weer afkomstig uit het grensgebied van het huidige Rusland en Siberië, binnen. Zij namen de Avaarse staat over en werden een krijgerelite over de heterogene bevolking. De Franken die hun gezag tot de Donau hadden uitgestrekt, waren niet opgewassen tegen de nomadische militaire tactiek en moesten zich terugtrekken tot in het huidige Oostenrijk. Daarop gingen de Magyaren in hun veroveringsroes door en in de eerste helft van de 10e eeuw teisterden hun rooftochten de landen tot aan Hamburg, Keulen, Parijs, Barcelona en Napels. Hun succesvolle tactiek had als nadeel dat zij niet in staat waren zich als bezetters en heersers te handhaven. Na, in 955, een vernietigende slag op het Lechfeld bij Augsburg tegen de Duitse koning Otto I, trokken ze zich terug. Onder hun leider Geza zochten de Magayaren vervolgens toenadering tot Midden-Europa. Stephan I huwde een Duitse prinses en stichtte in 1001 een koninkrijk dat het christendom als staatsgodsdienst aannam.

## Koninkrijk Hongarije
In de middeleeuwen was Transsylvanië een autonome provincie onder de Hongaarse vorsten van de Árpáddynastie en fungeerde het als een belangrijke provincie van dit koninkrijk. Het Karpatengebergte dat Transsylvanië naar het oosten afgrenst, was namelijk een uiterst belangrijke strategische bevestiging. Er was het koninklijk gezag veel aan gelegen dit gebied te bevestigen, onder andere door de Magyaarse stam van de Szeklers als militaire grensbewakers aan te stellen. En door boeren en stedelingen uit Duitse landen, zogenaamde Zevenburger Saksen, aan te trekken, teneinde het gebied modern in cultuur te brengen en er een bestuursorganisatie in te richten. Met succes werd Hongarije aan de Transsylvaanse grenzen voortaan gevrijwaard van invallen van nomaden, zoals Petsjenegen en Koemanen die ondernamen in de 12e eeuw. Deze nomadenvolken werden voor een klein deel opgenomen in Hongaars verband. In 1241 vielen de Mongolen de regio binnen en verwoestten deze. Veel van de steden die door de Saksische kolonisten waren gebouwd, werden vernietigd. Later, in 1285, vond opnieuw een Mongoolse invasie plaats, die andere verwoestingen veroorzaakte. Deze keer hadden de indringers het echter moeilijker vanwege het gebrek aan voedsel en de weerstand van de Szeklers, Roemenen en Saksen. In 1438, de politieke macht in de regio was in handen van drie groepen: de Hongaarse edelen, de Szeklers en de Saksen, een systeem dat bekend stond als de Unio Trium Nationum. Hoewel de Roemenen (Wlachen) de meerderheid van de bevolking vormden, waren zij uitgesloten van de privileges waar de andere bevolkingsgroepen van genoten.

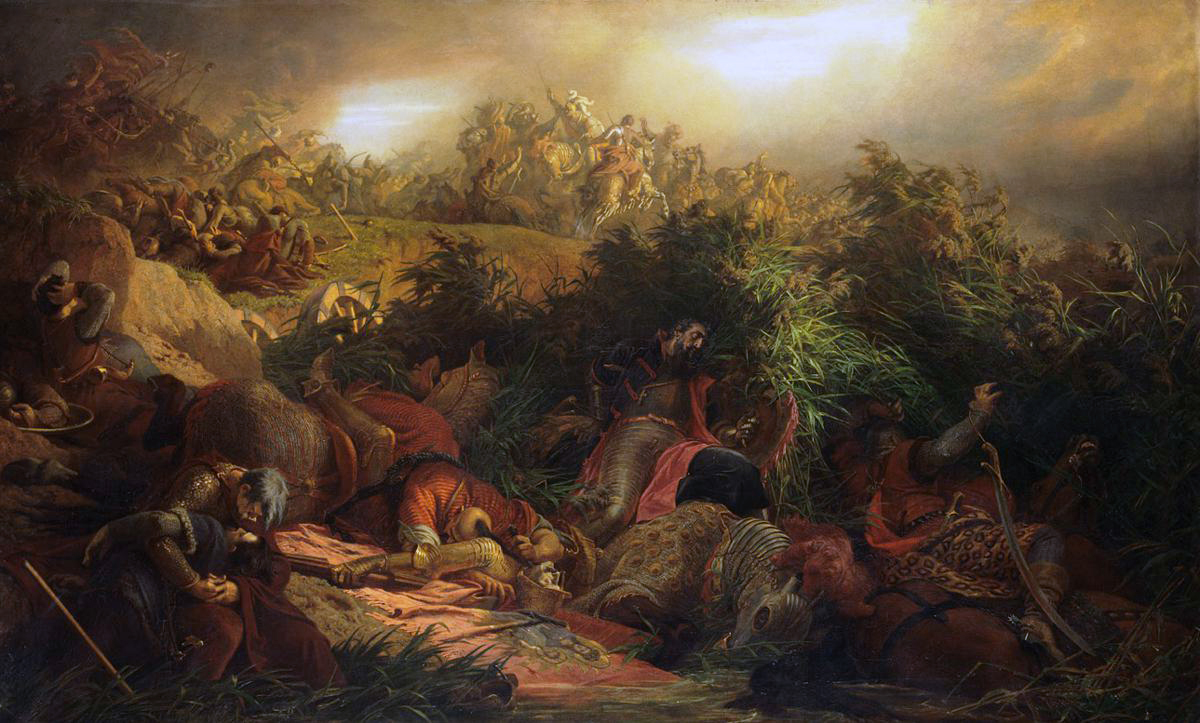
De slag bij Mohács door Bertalan Székely

Na de overwinning van de Ottomanen op Hongarije in de Slag bij Mohács in 1526 zou Transsylvanië overigens als vorstendom zijn autonomie behouden, terwijl de westelijke gebieden van Hongarije juist economisch ontmanteld werden, verarmden en ontvolkten. De Ottomaanse machtsuitbreiding liep parallel aan de godsdienstige afscheidingen uit het éne katholieke verband. De hoge Hongaarse adel ('magnaten') bleef voorlopig nog wel rooms-katholiek en stelde zich formeel onder gezag van de Hongaarse, inmiddels Habsburgse koningen. Saksen gingen in hun geheel over tot het Lutheranisme, de lagere Hongaarse adel koos met zijn onderhorigen voor een deel voor het calvinisme en daarnaast zocht de lagere Hongaarse burgerij haar heil in het Unitarisme. Al deze groepen steunden het Ottomaanse gezag op voorwaarde van de godsdienstvrijheid, die hun door de Hongaarse, later Habsburgse koningen werd ontzegd. In 1556 werden de rooms-katholieke bisdommen zelfs opgeheven en gingen rooms-katholiek gebleven adellijke geslachten over tot het calvinisme. De Roemeense adel mengde zich niet in deze tegenstellingen omdat hun oosters-orthodoxe kerk door de Sultan in Constantinopel erkend werd. De politieke invloed van de Roemenen in het Transsylvaanse bestuur was overigens gering. Ook de Roemeense adel beperkte zijn gezag tot de eigen godsdienstgenoten en religieuze instituties. Een aantal edelen die hun gezag wilden uitbreiden gingen over tot het calvinisme om een plaats in de overheersende Hongaarse elite te krijgen. Omdat de Habsburgers geen godsdienstige pluriformiteit aanvaardden, duurde het meer dan anderhalve eeuw voordat de Transsylvaans-Hongaarse adel en Transsylvaans-Duitse burgerij, na het succesvol optrekken van de Habsburgse legers, openlijk de kant van Oostenrijk tegen de Sultan zouden kiezen.

### Magyaren
Voordat de Magyaren Transsylvanië binnentrokken hebben ze enige tijd in Moldavië gewoond, wat mag blijken uit plaatsnamen van veronderstelde Hongaarse oorsprong als onder meer Suceava (uit Szűcsvár), Orhei (van het Roemeense woord 'Orhei' dat uiteindelijk komt van Örhely uit het Hongaars, in het land Moldavië) en misschien ook Bacău (uit Bakó). Het is ook mogelijk dat Magyaarse nomaden vanuit Transsylvanië de bergen overtrokken naar de valleien van de Siret en de Trotuș, waar een rooms-katholieke Hongaarstalige gemeenschap van zogenaamde Csángó's woont. Zij staan heden ten dage onder een sterke druk van roemenisering.

### Saksen

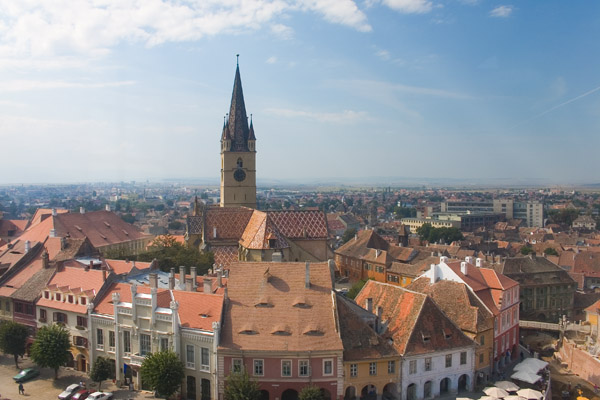
Zicht op de stad Hermannstadt (Sibiu), gesticht door de Zevenburger Saksen

In de 12e en 13e eeuw kwamen bewoners van het Moezelgebied en daarnaast ook Brabanders, Vlamingen, Walen en Rijnlanders, als zogenaamde Zevenburger Saksen, op uitnodiging van de Hongaarse koning om het gebied tussen de steden Schässburg (Sighișoara), Kronstadt (Brașov) en Hermannstadt (Sibiu) te bevolken. Zij stichtten daar zeven steden, beschermd door burchten, en vandaar noemden zij Transsylvanië Siebenbürgen (Zevenburgen, Zivenbork). Deze Saksen waren geen Saksen maar werden door de Hongaren szász genoemd wat Duits betekent. Rondom de steden richtten zij dorpen op met in totaal 197 kerken. In de 15e eeuw bouwden zij om de meeste kerken fortificaties om de bevolking de gelegenheid te geven zich en hun vee in veiligheid te brengen bij de toenemende invallen vanuit Ottomaans gebied (zogenaamde Wehrkirchen). Deze 'Saksen' vormden slechts een tiende van de totale Transsylvaanse bevolking, maar in hun vestigingsgebieden waren ze een meerderheid en bezaten ze de grond. Hun grote welvaart maakte hen tot een belangrijke politieke factor, naast de Hongaarse adel. Hun gebied kreeg van de Hongaarse koningen autonomie toegekend, en ook nadat Transsylvanië in 1699 een Habsburgse provincie was geworden, zouden de 'Saksen' hun autonome instellingen behouden. Onder het bondgenootschap tussen Roemenië en nazi-Duitsland zag Roemenië af van gezagsuitoefening over de Saksen en werden zij als autonome, maar aan Berlijn ondergeschikte 'Volksgruppe' georganiseerd. Dat maakte hen tot nationale vijanden toen Roemenië zich met de Sovjet-Unie verbond. Na 1945 sloeg een kleiner deel van hen daarom op de vlucht voor de Sovjetinvasie. Een ander deel werd tot dwangarbeid veroordeeld. Voor zover deze in Sovjet-werkkampen werd verricht betaalden zij daarmee ook de herstelbetalingsplicht welke aan Roemenië was opgelegd. Na vrijlating in de loop van de jaren 50 kregen de Saksen culturele rechten terug. Hun woongebied raakte steeds meer door Roemenen en Zigeuners bevolkt, en na 1990 vertrokken de meesten van hen naar Duitsland, in wat lijkt op een overhaaste vlucht. De typisch Midden-Europese stadsarchitectuur en tientallen imposante, tot forten bevestigde, plattelandskerken getuigen nog steeds van hun toenmalige aanwezigheid.

### Roemenen

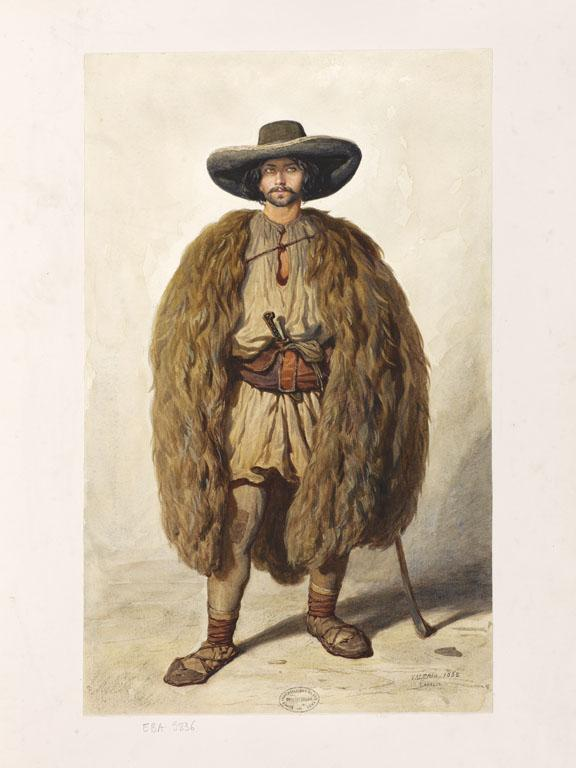
Vlachse herder uit Zăbalț (1852) door Théodore Valerio

De Daciërs, Walachen, modern Roemenen genoemd, hoewel zij de meerderheid van de bevolking vormden, hadden zij niet dezelfde rechten als de Hongaren en de Saksen. Toch slaagden sommige Roemenen erin zich te ontworstelen aan hun sociale status en in de adelstand te treden, zoals in het geval van de familie Hunyadi, waar Johannes Hunyadi van afstamde. Eeuwenlang vochten ze voor meer rechten, vooral tijdens gebeurtenissen als de Zevenburgse boerenopstand van 1437-1438 en de Horea-, Cloșca- en Crișan-opstand van 1784. Na de vereniging van de vorstendommen Walachije en Moldavië in 1859 streefde het Koninkrijk Roemenië ernaar Transsylvanië in te lijven, gezien de Roemeense meerderheid in de regio. Dit had grote invloed op de beslissing van Roemenië om zich in 1916 aan de zijde van de Triple Entente bij de Eerste Wereldoorlog aan te sluiten. Roemenië zag dit als een kans om Transsylvanië van het Oostenrijks-Hongaarse Rijk te veroveren. Nadat Transsylvanië in 1919 bij Roemenië was gevoegd, werden zij sociaal en politiek versterkt met een toevloed van "staats"-Roemenen. De Hongaarse ambtenarij en adel verloren hun macht door ontslag en grootschalige onteigeningen, die ten goede kwamen aan het binnenstromende nieuwe ambtenarenkorps en de kolonisatie met Roemeense boeren.
Met behulp van Duitsland en Italië kreeg Hongarije in 1940 Noord-Transsylvanië terug. Grootschalige bevolkingsuitwisselingen vonden daarna plaats waarbij Hongaren tegen Roemenen werden "geruild". In 1945 werd deze grenswijziging ongedaan gemaakt en nu werden grote aantallen Hongaren die zich voorheen als ambtenaar of militair met de Hongaarse staat hadden verbonden, uitgewezen. Sindsdien zijn de Hongaren een gewantrouwde en gediscrimineerde groep gebleven. Een korte tijd van autonomie voor het Szeklerland, door Moskou verordonneerd om de goede verhoudingen tussen Hongarije en Roemenië te herstellen, werd alweer snel opgeheven. Districtsgrenzen werden gewijzigd, zodanig dat er weinig districten overbleven met een zodanig grote Hongaarse bevolking dat zij wettelijk recht op haar taal kon handhaven, in het onderwijs en het openbaar bestuur. Een reorganisatie van het platteland door de opheffing en afbraak van honderden dorpen en de concentratie van hun bevolking in door Roemenen beheerste 'agrarische steden', dreigde de Hongaren van hun gemeenschapsleven en hun sociale identiteit te beroven. De val van het regime Ceaușescu kwam nog net op tijd om dat te verhinderen, maar sindsdien zijn de relaties tussen Roemenen en Hongaren vol spanning gebleven. Onlangs verklaarde de Roemeense regering collectieve rechten voor de Hongaarse minderheid ongrondwettelijk.

## Vorstendom Transsylvanië

### Slag bij Mohács: stichting van het vorstendom Transsylvanië

Het Vorstendom in 1621 onder Gabriël Bethlen

Toen het grootste deel van het Hongaarse Rijk na de Slag bij Mohács in 1526 door het Ottomaanse Rijk werd ingelijfd en de rest van Hongarije (het westen van het huidige Hongarije en het tegenwoordige Slowakije) in bewaring werd genomen door de Oostenrijkse Habsburgers, bleef Transsylvanië semionafhankelijk als een vazalstaat van het Ottomaanse Rijk, een loyaliteit die de sultan kocht met het toestaan van onafhankelijke bestuurs- en gerechtsinstellingen en de garantie van godsdienstvrijheid. De eerste prins of vorst van Transsylvanië was de Hongaarse troonpretendent Johan Zápolya. Later kwam de Stefanus Báthory aan de macht gevolgd door István Bocskai in 1603. 
De gouden jaren beleefde het vorstendom onder het gezag van Bocskai's opvolgers Gabriël Bethlen die regeerde van 1613 tot 1629 en George I Rákóczi die regeerde van 1630 tot 1648. Rákóczi en Bethlen spendeerden grote sommen geld aan het verfraaien van de hoofdstad Gyulafehérvár (nu Alba Iulia) dat een belangrijkste protestants bolwerk in oostelijk Midden-Europa werd. Tijdens hun heerschappij was het vorstendom een van de weinige landen waar rooms-katholieken, calvinisten, lutheranen en unitariërs elkaar tolereerden.

### Michaël de Dappere

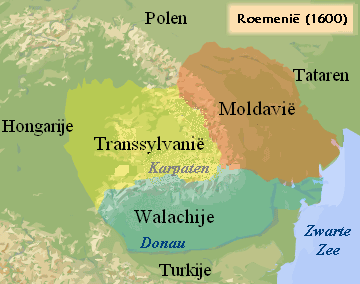
De drie vorstendommen tijdens de regering van Michaël de Dappere

In 1600 verenigde Michaël de Dappere, vorst van Walachije, Walachije met Transsylvanië en Moldavië dat door Roemenen gezien wordt als de eerste vorm van het huidige Roemenië, maar dat duurde niet lang. De Oostenrijkse generaal Giorgio Basta verdreef Michaël en bracht hem om het leven in 1601, om Oostenrijkse troepen in Transsylvanië te legeren die echter tegenover de Ottomanen geen stand hielden. In de Roemeens-nationale interpretatie van de geschiedenis is Michaël de Dappere tot op de dag van vandaag de volksheld van Roemenië. Een opvatting die weinig instemming kan vinden bij de Transsylvaanse Hongaren.

### Vorsten van Transsylvanië

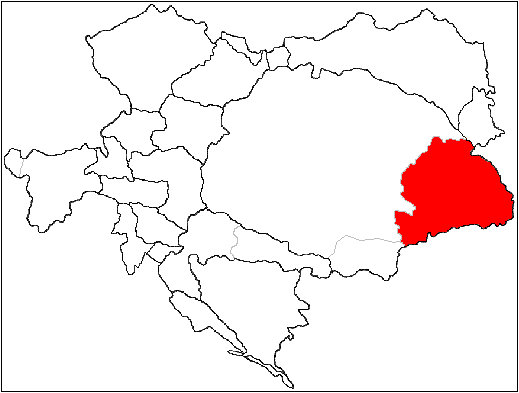
Transsylvanië in de Habsburgse monarchie 1690–1866

## Oostenrijks bestuur

### Transsylvanië langzaamaan onder Oostenrijks bestuur
Na de nederlaag van de Ottomanen in de Slag bij Wenen in 1683 brachten de Habsburgse keizers, die tevens de Hongaarse kroon hadden geërfd, langzaam maar zeker Transsylvanië onder hun heerschappij. Nadat de Ottomaanse legers verdreven waren, in 1687, kwam Transsylvanië definitief onder Habsburgs bestuur, hetgeen werd bekrachtigd door het Diploma Leopoldinum. Begin 18e eeuw kwamen de Zevenburgse edelen, onder leiding van Frans II Rákóczi in opstand tegen het Habsburgse gezag, maar delfden hierbij het onderspit. In 1711, met de Vrede van Szatmár, werd de Hongaarse vorst van Transsylvanië vervangen door een door de Habsburgers aangestelde gouverneur.

### Hongaarse revolutie en gelijkstelling
Onderdrukking van Hongaren leidde uiteindelijk in maart 1848 tot de Hongaarse revolutie. De Habsburgers, die ook in Wenen te maken kregen met een revolutie (zie Maartrevolutie), bonden snel in en gaven de Hongaren autonomie. Onder leiding van de nieuwe Hongaarse gouverneur Lajos Kossuth en zijn premier Lajos Batthyány werden in april 1848 de zogenaamde aprilwetten aangenomen, waarin de unie van het koninkrijk Hongarije en het vorstendom Transsylvanië werd bezegeld. Ondertussen wilden de Roemenen, onder leiding van Avram Iancu, ook meer autonomie in de regio, vooral omdat zij de meerderheid vormden. Vanwege de verschillen tussen Roemenen en Hongaren ontstond er een militaire confrontatie, met bloedbaden en gewelddadigheden aan beide kanten. In 1849 werd de Hongaarse revolutie door de tussenkomst van het Russische en Oostenrijkse leger neergeslagen en herkregen de Habsburgse macht over de regio. Dankzij het Oostenrijks-Hongaarse Compromis in 1867 verkregen de Hongaren echter hun onafhankelijkheid en voegden Transsylvanië bij Hongarije.
De Zevenburger Saksen en Roemenen waren tegenstanders van deze hereniging; de Saksen waren niet zonder reden bang dat hun bijzondere rechten in de nieuwe Hongaarse staat teniet zouden worden gedaan. De Roemenen, onder wie zich een nationaal bewuste en op het koninkrijk Roemenië gerichte elite ontwikkelde, verzetten zich tegen hun achterstelling.

### Transsylvanië in Oostenrijk-Hongarije
| Kerngegevens:                  | |
| Naam                           | Grootvorstendom Zevenburgen |
| Status                         | Vorstendom direct onder Hongaars bestuur |
| Hoofdstad                      | Klausenburg (Cluj-Napoca) |
| Oppervlakte                    | 56.856 km² |
| Aantal inwoners (1910)         | 5.262.495 |
| Samenstelling bevolking (1910) | Roemenen 53,7%, Hongaren 31,6%, Duitsers 10,7%, Overige 4% |
| Hoofdgodsdiensten              | de Roemenen behoren tot de oosters-orthodoxe kerken of de (met Rome) Roemeense Grieks-Katholieke Kerk, de Hongaren zijn rooms-katholiek of calvinist, de Duitsers luthers of rooms-katholiek. |
| Taal                           | Roemeens, Hongaars, Duits |
| Bestaan                        | 1867–1918 |
| Ontstaan uit                   | Habsburgs Kroonland Zevenburgen |
| Opgegaan in                    | Roemenië |
| Onderdeel van                  | Oostenrijk-Hongarije |

## Transsylvanië en het onafhankelijke Hongarije

### De Eerste Wereldoorlog en het Verdrag van Trianon
Na de Eerste Wereldoorlog, die Oostenrijk-Hongarije had verloren, werd het Oostenrijk-Hongaarse rijk opgedeeld in twee aparte staten (Oostenrijk en Hongarije) en verder verdeeld onder aangrenzende staten. Transsylvanië werd op 1 december 1918 in Alba Iulia onder Hongaars protest aan Roemenië toegewezen. Deze situatie werd na de Hongaars-Roemeense Oorlog door de westerse mogendheden bevestigd in het Verdrag van Trianon op 4 juni 1920.
In een geheim verdrag was het toedelen van Transsylvanië aan Roemenië al op 4 augustus 1916 overeengekomen tussen de Roemenen en de geallieerden, als beloning voor het kiezen van de geallieerde kant in de oorlog. Volkenrechtelijk werd een argument gezocht in de absolute bevolkingsmeerderheid van Roemenen: op dat moment 53,8%.
In 1922 werden Ferdinand I en Maria in Alba Iulia tot koning en koningin van Roemenië gekroond. Roemenië had van 1920 tot 1940 zijn grootste omvang (inclusief Bessarabië, het huidige Moldavië). In 1940 werd Roemenië door Duitsland gedwongen noordelijk Transsylvanië aan Hongarije af te staan (zie hieronder). In 1941 mocht het van Duitsland het Oekraïense Transnistrië bezetten en tot 1944 was România Mare (Groot-Roemenië) een feit.

### Hongaars revisionisme

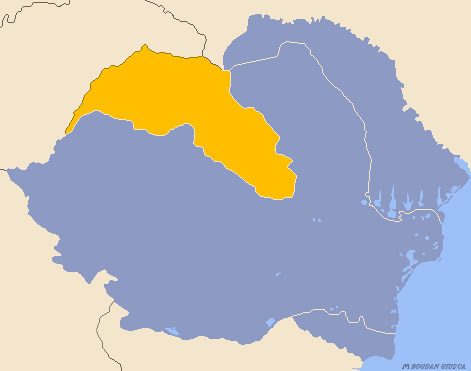
Roemenië in 1940 met Noord-Transsylvanie in geel aangegeven

In augustus 1940 kwam onder toezicht van Benito Mussolini en Adolf Hitler de Tweede toekenning van Wenen tot stand, die bepaalde dat Hongarije Noord-Transsylvanië met de hoofdstad Cluj-Kolozsvár mocht annexeren. In 1947 werd dit deel van Transsylvanië weer aan Roemenië toegewezen, bij de bepalingen van het Verdrag van Parijs. Bessarabië moest aan de Sovjet-Unie worden afgestaan.
De bevolking van Noord-Transsylvanië bestond in 1941 uit 2,5 miljoen personen waarvan de Hongaren met 53,6% de meerderheid vormden. In het bij Roemenië blijvende Zuid-Transsylvanië woonden in 1941 1,7 miljoen personen. Hier waren de Roemenen in de meerderheid (73%). De Hongaren vormden hier met ruim 188.000 personen een minderheid van 10%. Tijdens de jaren 1940–1944 vluchtten vele Hongaren uit Zuid-Transsylvanië, omgekeerd vluchtten ook vele Roemenen uit Noord-Transsylvanië. Deze bewegingen lieten blijvend sporen na in de bevolkingssamenstelling van Transsylvanië na de Tweede Wereldoorlog.

## Transsylvanië onder communistische dictatuur

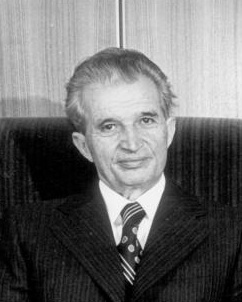
Roemeens dictator Nicolae Ceaușescu in 1988

Onder het communistische gezag werd er gewerkt aan de integratie tussen het oude Roemenië en Transsylvanië. Er kwamen tussen 1945 en 1977 meer dan 600.000 Roemenen vanuit het oude Roemenië naar de landstreek. Met name enkele steden groeiden als kool onder het communisme waaronder de oude door Hongaren gedomineerde steden Cluj, Oradea en Brasov. In 1952 werd er een hervorming doorgevoerd in de bestuurlijke indeling. De Hongaren kregen een eigen "autonome" regio die het Szeklergebied omvatte maar uiteindelijk in 1968 weer werd opgeheven. De politiek om de Hongaren te verzwakken werd doorgezet en vele steden verloren na 1968 voorgoed hun Hongaarse karakter door de grote instroom van Roemenen van het platteland. De industrialisatie zorgde namelijk voor een grote trek van plattelanders naar de steden. Aan het eind van de jaren 80 werd de economische situatie net als in de rest van het land steeds uitzichtlozer. Urenlang moest de bevolking het doen zonder verwarming en elektriciteit om zodoende te besparen op de uitgaven van het land. Ceauşescu betaalde hiervan de torenhoge leningen aan het buitenland af. Verder kwam de dictator met zijn plannen voor de systematisatie. Hierdoor zouden vele dorpen op het platteland moeten worden afgebroken en zou de bevolking moeten verhuizen naar woonkazernes in grote steden. Met name kleine Hongaarse dorpen werden daardoor getroffen en men mag in deze economische en ruimtelijke ordeningspolitiek dan ook tevens een etnische aasimilatiepolitiek zien. Met name vanuit het Westen en Hongarije riep dit protest op. Tegelijkertijd werden de grotere Saksische dorpen ontvolkt door de 'verkoop' van Saksen aan Duitsland. Deze dorpen werden vervolgens niet opgeheven en afgebroken maar gebruikt voor de reallocatie en concentratie van de Roma. Door de omwentelingen in 1989 zijn de plannen stopgezet. Transsylvanië speelde een grote rol in de omwentelingen die leidden tot de val van het communisme in Roemenië. Met name Timisoara speelde een hoofdrol. Hier werd de populaire Hongaarse dominee László Tőkés gedwongen door het regime om te verhuizen. Hij verschanste zich echter en grote demonstraties rondom de dominee sloegen om tot de volksprotesten die in Boekarest uiteindelijk leidden tot de vlucht en vervolgens de executie van Ceauşescu.